# The very best of Mick Jagger
The very best of Mick Jagger is het eerste overzicht van Mick Jaggers solocarrière. Het werd wereldwijd uitgegeven op 1 oktober 2007. Een speciale editie werd uitgegeven waar een bonus-dvd werd toegevoegd.

## Tracklist
1. God Gave Me Everything (Mick Jagger, Lenny Kravitz) – 3:32 (2001)
2. Put Me in the Trash (Jagger, Jimmy Rip) – 3:34 (1993)
3. Just Another Night (Jagger) – 5:15 (1985)
4. Don't Tear Me Up (Jagger) – 4:12 (1993)
5. Charmed Life (Jagger) – 3:35 (1992 & 2007)
6. Sweet Thing (Jagger) – 4:18 (1993)
7. Old Habits Die Hard (Jagger, David A. Stewart) – 4:24 (2004)
8. Dancing in the Street ( Marvin Gaye, Ivy Jo Hunter, William "Mickey" Stevenson) – 3:18 (1985)
9. Too Many Cooks (Spoil the Soup) (Angelo Bond, Ronald Dunbar, Edith Wayne) – 4:04 (1973)
10. Memo from Turner (Jagger, Keith Richards) – 4:03 (1970)
11. Lucky in Love (Jagger, Carlos Alomar) – 5:02 (1985)
12. Let's Work (Jagger, David A. Stewart) – 4:44 (1987)
13. Joy (Jagger) – 4:40 (2001)
14. Don't Call Me Up (Jagger) – 5:13 (2001)
15. Checkin' up on My Baby (Sonny Boy Williamson II) – 3:21 (1992)
16. (You Got To Walk And) Don't Look Back (Smokey Robinson, Ronnie White) – 5:17 (1978)
17. Evening Gown (Jagger) – 3:32 (1993)

## Bonus-dvd tracklist
1. Interview With Mick Jagger (2007) – 35:45
2. God Gave Me Everything (Videoclip) – 3:41
3. Just Another Night (Videoclip) – 4:58
4. Sweet Thing (Videoclip) – 4:15
5. Let's Work (Videoclip) – 4:08
6. Lucky in Love (Videoclip) – 4:54
7. Don't Tear Me Up (Videoclip) – 4:09
8. Dancing in the Street (Videoclip) – 2:57)
9. Joy (Videoclip, van de documentaire Being Mick) – 3:07
10. (You Got to Walk and) Don't Look Back (Peter Tosh met Mick Jagger tijdens Saturday Night Live, 1978) – 4:20

## Hitlijsten
Album
| Jaar | Hitlijst          | Notering |
| ---- | ----------------- | -------- |
| 2007 | UK Top 75 Albums  | 57       |
| 2007 | The Billboard 200 | 77       |

Single
| Jaar | Nummer       | Hitlijst                      | Notering |
| ---- | ------------ | ----------------------------- | -------- |
| 2008 | Charmed Life | Billboard Hot Dance Club Play | 18       |

Album
- Europese Top 100 Albums: #18
- Duitsland: #8
- Hongarije: #11
- Zweden: #22
- Australië: #25
- Japan: #26 (7.084)
- Nederland: #27
- Italië: #32
- Argentinië: #36 (CD/DVD)
- Argentinië: #41 (CD)
- Griekenland: #42 (Int. hitlijst)
- Zwitserland: #44
- Spanje: #53
- Verenigde Staten: #77 (45.000 - maart 2008)
- Canada: #87
- Frankrijk: #88

## Hitnotering
| The Very Best of Mick Jagger in de Nederlandse Album Top 100 - binnen: 6 oktober 2007 | The Very Best of Mick Jagger in de Nederlandse Album Top 100 - binnen: 6 oktober 2007 | The Very Best of Mick Jagger in de Nederlandse Album Top 100 - binnen: 6 oktober 2007 | The Very Best of Mick Jagger in de Nederlandse Album Top 100 - binnen: 6 oktober 2007 | The Very Best of Mick Jagger in de Nederlandse Album Top 100 - binnen: 6 oktober 2007 | The Very Best of Mick Jagger in de Nederlandse Album Top 100 - binnen: 6 oktober 2007 | The Very Best of Mick Jagger in de Nederlandse Album Top 100 - binnen: 6 oktober 2007 | The Very Best of Mick Jagger in de Nederlandse Album Top 100 - binnen: 6 oktober 2007 | The Very Best of Mick Jagger in de Nederlandse Album Top 100 - binnen: 6 oktober 2007 | The Very Best of Mick Jagger in de Nederlandse Album Top 100 - binnen: 6 oktober 2007 | The Very Best of Mick Jagger in de Nederlandse Album Top 100 - binnen: 6 oktober 2007 | The Very Best of Mick Jagger in de Nederlandse Album Top 100 - binnen: 6 oktober 2007 |
| Week                                                                                  | 01                                                                                    | 02                                                                                    | 03                                                                                    | 04                                                                                    | 05                                                                                    | 06                                                                                    |                                                                                       | 07                                                                                    | 08                                                                                    | 09                                                                                    |                                                                                       |
| ------------------------------------------------------------------------------------- | ------------------------------------------------------------------------------------- | ------------------------------------------------------------------------------------- | ------------------------------------------------------------------------------------- | ------------------------------------------------------------------------------------- | ------------------------------------------------------------------------------------- | ------------------------------------------------------------------------------------- | ------------------------------------------------------------------------------------- | ------------------------------------------------------------------------------------- | ------------------------------------------------------------------------------------- | ------------------------------------------------------------------------------------- | ------------------------------------------------------------------------------------- |
| Nummer                                                                                | 27                                                                                    | 30                                                                                    | 41                                                                                    | 58                                                                                    | 94                                                                                    | 100                                                                                   | uit                                                                                   | 91                                                                                    | 87                                                                                    | 95                                                                                    | uit                                                                                   |